# Jana Černochová

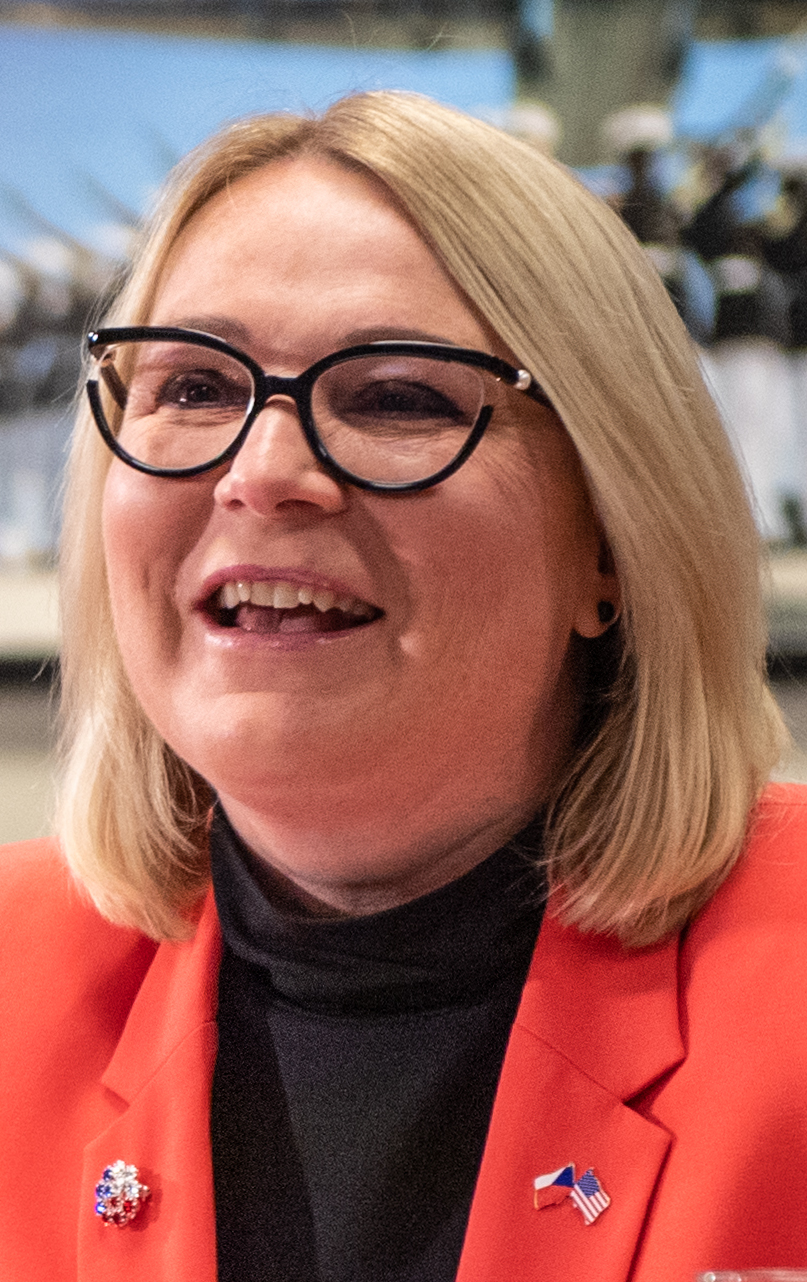
Jana Černochová (2023)

Jana Černochová (* 26. Oktober 1973 in Prag) ist eine tschechische Politikerin der Partei ODS. Seit dem 17. Dezember 2021 ist sie die Verteidigungsministerin der Tschechischen Republik.

## Leben
1992 legte Černochová die Matura ab und arbeitete danach als Bankangestellte. 1996 nahm sie an einem Kurs im Bereich Bankwesen an der Wirtschaftsuniversität Prag teil und erreichte 2009 den Grad eines Bachelors.

## Politische Karriere
Von 2006 bis 2010 und wiederum von 2012 bis Dezember 2020 war sie Bürgermeisterin von Prag 2.
Bei der Abgeordnetenhauswahl in Tschechien 2010 wurde sie Mitglied des tschechischen Parlaments. Sie verteidigte ihr Mandat bei den Wahlen in den Jahren 2013, 2017, und 2021.
Nach der Abgeordnetenhauswahl in Tschechien 2021 wurde sie im November 2021 als Nachfolgerin Lubomír Metnars für den Posten der Verteidigungsministerin in der Regierung Petr Fiala vorgeschlagen und am 17. Dezember 2021 vereidigt.

## Politische Ansichten
Jana Černochová hat sich regelmäßig zu den Problemen der internationalen Lage geäußert, ihre Positionen kann man kurz wie folgt zusammenfassen:
- Černochovás proisraelische Einstellung wird teilweise als einseitig angesehen, weil sie so gut wie jede Kritik an den negativen Folgen ausschließt. Die Siedlungspolitik der israelischen Regierung einschließlich der Annexion palästinensischer Gebiete wie in Westjordanland findet ihren Zuspruch, und sie kritisiert scharf ihre Kollegen, die hier differenzieren. Nachdem die ehemaligen Minister Karel Schwarzenberg, Lubomír Zaorálek und Tomáš Petříček im Mai 2020 gemeinsam eine Note verfassten, in der sie (mit Hinweis auf das Schicksal der Tschechen während des Protektorats) das Schweigen dieser Politik gegenüber kritisierten, bezeichnete sie einen von ihnen als den größten Nazi.[8][9][10]
- Sie befürwortet die Einführung solcher Regeln, die es nicht erlauben, dass die „Freiheit unserer Meinung, unseres Glaubens als Ausdruck der jüdisch-christlichen Kultur“ durch die Verbreitung diverser Aspekte des Islams beeinträchtigt werden. Nach den terroristischen Anschlägen in Paris 2015 rief sie zu einer Neuausrichtung der Migrationspolitik der Europäischen Union auf.[11][12]
- Černochová hat sich gegen den Abzug der (tschechischen) Soldaten aus Afghanistan ausgesprochen, sie wäre bereit gewesen, stattdessen die Verteidigungsausgaben aufzustocken. Außerdem sprach sie sich - nach der Ermordung des Journalisten Khashoggi in Istanbul - für ein Waffenembargo gegen Saudi-Arabien aus.[13]
- 2019 kritisierte Černochová die türkische Invasion gegen die Kurden in Syrien wegen einer möglichen Schwächung der NATO-Position, und verurteilte die Politik von Recep Tayyip Erdoğan, der durch die Unterstützung der Migranten auf ihrer Reise zur griechischen Grenze die gesamte Europäische Union destabilisiert.[14]
- Im September 2020 wurde sie durch den tschechischen Sicherheitsinformationsdienst (BIS) in Kenntnis darüber gesetzt, dass sie sich (zusammen mit einigen Hundert anderen tschechischer Bürger) in einem Verzeichnis der Firma Zhenhua Data Technology befindet, die enge Beziehungen zu chinesischen Geheimdiensten unterhält.[15]
- Im Oktober 2023 forderte sie nach der Resolution der UN-Vollversammlung zum Krieg in Israel und Gaza 2023, die jegliche Gewalt gegen israelische und palästinensische Zivilisten verurteilte, ohne den Terrorangriff der Hamas deutlich zu verurteilen, den Austritt ihres Landes aus den Vereinten Nationen. Ihr Land habe in „einer Organisation von Terroristen-Fans“ nichts verloren.[16]